# Ordem Nacional do Mérito (França)
A Ordem Nacional do Mérito (em francês: Ordre national du Mérite) é uma condecoração honorífica francesa constituída em 3 de dezembro de 1963 pelo então Presidente Charles de Gaulle. Ela recompensa méritos ilustres, militares ou civis, nacionais ou estrangeiros, prestados à nação francesa. Sua criação teve como objetivo substituir as inúmeras honrarias ministeriais e coloniais anteriores e estabelecer uma Ordem inferior à Ordem Nacional da Legião de Honra.
O Presidente da República Francesa é o Grão-Mestre da Ordem e, como tal, aponta aqueles que devem recebê-la. Além disso, todos os Primeiro-ministros do país são agraciados com a Ordem Nacional do Mérito após 6 meses de serviços à Nação. É a quarta condecoração na ordem de precedência, depois da Legião de Honra, da Ordem da Libertação e da Medalha Militar; mas a terceira ainda concedida, já que a Ordem da Libertação é obsoleta.

## História
A Ordem Nacional do Mérito foi estabelecida pelo decreto nº 63-1196 de 3 de dezembro de 1963. O contexto de sua criação foi como relatado por Alain Peyrefitte. No Conselho de Ministros de 14 de novembro de 1963, o presidente Charles de Gaulle, por recomendação do Grão-chanceler Georges Catroux, temendo "a inflação das condecorações", decidiu criar a Ordem Nacional do Mérito e abolir 16 ordens ministeriais, coloniais e civis, que não eram controladas pela Chancelaria da Legião de Honra.
Na França havia muitas Ordens de Mérito especializadas (também chamadas de Ordens Ministeriais), as quais foram criadas principalmente durante a segunda metade do século XIX, com o objetivo de aliviar o efetivo da Legião de Honra. Desde 1930, estas ordens aumentaram de cinco para vinte, como resultado do desenvolvimento contínuo das atividades do Estado e, consequentemente, da multiplicação e especialização dos departamentos ministeriais. Diante dessa infinidade de Ordens, pareceu desejável introduzir um pouco mais de clareza no sistema de recompensas, criando uma segunda Ordem nacional para recompensar méritos distintos; a Legião de Honra recompensando méritos excepcionais.
A reorganização substituiu 13 condecorações ministeriais, restando apenas quatro. Houve apelos de André Malraux para salvar a Ordem das Artes e Letras, depois de Christian Fouchet para as Palmas Acadêmicas e de Edgard Pisani para o Mérito Agrícola, que foram preservados. A Ordem do Mérito Marítimo também sobreviveu. O primeiro-ministro Georges Pompidou fez uma declaração malsucedida expressando sua desaprovação, desejando manter as antigas ordens do mérito, argumentando que o mérito social, postal, esportivo, etc. eram ordens acessíveis a todos, mas a nova Ordem Nacional do Mérito só seria alcançável por uma minoria da população, privilegiando políticos, oficiais superiores e altos funcionários públicos como um trampolim antes da Legião de Honra.
Pompidou disse a Peyrefitte que o General havia sido persuadido por Catroux ao adotar o simbolismo histórico da nação, ligado aos dois grandes monarcas franceses: Napoleão, que criou a Legião de Honra no acampamento de Boulogne, e Luís XIV, que criou a Ordem Real de São Luís. Peyrefitte afirmou que este foi um dos casos em que a visão histórica de De Gaulle e a visão pragmática de Pompidou entraram em conflito, com o memorialista preferindo a de Pompidou.
A Ordem Nacional do Mérito é regida pelo Código da Legião de Honra, da Medalha Militar e da Ordem Nacional do Mérito e, portanto, está colocada em quarto lugar na hierarquia de condecorações, atrás da Medalha Militar (concedida a soldados e suboficiais), da Ordem da Libertação (que não é concedida desde 1946) e da Ordem Nacional da Legião de Honra. Para os oficiais, ela vem em segundo lugar, atrás da Ordem Nacional da Legião de Honra. A nova Medalha Nacional de Reconhecimento às Vítimas do Terrorismo situa-se abaixo da Ordem Nacional do Mérito.

## Graus
- Grã-Cruz
- Grande-Oficial
- Comendador
- Oficial
- Cavaleiro

## Ordens substituídas
Esta ordem veio substituir as seguintes:
- Ordre du Mérite social
- Ordre de la Santé publique
- Ordre du Mérite commercial
- Ordre du Mérite touristique
- Ordre du Mérite artisanal
- Ordre du Mérite combattant
- Ordre du Mérite commercial et industriel
- Ordre du Mérite postal
- Ordre de l'Économie nationale
- Ordre du Mérite sportif
- Ordre du Mérite militaire
- Ordre du Mérite du Travail
- Ordre du Mérite civil
- Ordre du Mérite saharien
- Ordre de l'Étoile noire
- Ordre de l'Étoile d'Anjouan
- Ordre du Nichan el Anouar

## Agraciamento
A Ordem Nacional do Mérito premia méritos distintos adquiridos em função pública, civil ou militar, ou no exercício de atividade privada. Durante o seu mandato, os membros das assembleias parlamentares não podem ser nomeados ou promovidos na Ordem Nacional do Mérito. A Ordem Nacional do Mérito é composta por cerca de 177.000 membros; 337.000 membros foram admitidos ou promovidos em 60 anos.
A Ordem Nacional do Mérito tem sua própria organização, sua disciplina e sua hierarquia são modeladas nas da Legião de Honra. Possui um conselho de ordem específico de 12 membros, presidido pelo Grão-Chanceler da Legião de Honra, Chanceler da Ordem Nacional do Mérito, sob a autoridade do Grão-Mestre, o Presidente da República. O conselho da ordem é responsável pelo exame, deliberação e sanção. O procedimento para concessão de uma patente na Ordem Nacional do Mérito é semelhante ao da Legião de Honra. Existem quatro promoções anuais, com duas promoções civis em maio e novembro, e duas promoções militares em abril-maio e novembro. Os requisitos para agraciamento são:
- Ter prestado “serviços distintos” militares ou civis (ou seja, atos de devoção, bravura, generosidade, mérito real ou um compromisso mensurável ao serviço dos outros ou da França, não apresentando ainda qualificações suficientes para aceder à Legião de Honra).
- Ser capaz de comprovar um mínimo de 10 anos de atividade.
- Condição de honradez: o futuro agraciado deve ter antecedentes criminais limpos e boa idoneidade moral. Uma investigação é realizada para garantir a admissibilidade dos arquivos nesses dois pontos.

## Características
O desenho é criação de Max Léognany, gravador da Administração de Moedas e Medalhas. O módulo é uma cruz de Malta com 6 braços duplos esmaltados em azul, cada um terminando em duas pontas pontiagudas, sem pomo, cujos espaços entre os ramos são decorados com folhas de louro cruzadas. O anverso tem um medalhão central representa a efígie da República coroada de louros, cercada pela legenda "REPUBLIQUE  FRANCAISE", significando República Francesa. O reverso tem um medalhão central representa duas bandeiras tricolores cercadas pela inscrição "ORDRE  NATIONAL  DU  MERITE  3  DECEMBRE  1963", em referência à sua data de criação. A fiança é formada por uma coroa de folhas de carvalho entrelaçadas.
O distintivo do Cavaleiro é em prata e o do Oficial em vermeil, ambos com módulo de 40mm. Os distintivos de Comendador e Grã-Cruz são em vermeil com módulos de 60mm e 70mm, respectivamente. A Legião do Mérito possui placas para os seus graus mais altos, estas também da criação de Max Léognany. A placa do Grande-Oficial é em prata e a da Grã-Cruz em vermeil, ambas com 90mm de diâmetro em forma de estrela. Esta possui doze raios duplos pomados e doze raios intermediários esmaltados em azul, ostentando no centro um medalhão representando a efígie da República, rodeada pela legenda sobre fundo de esmalte azul: REPUBLIQUE FRANCAISE ORDRE NATIONAL DU MERIT. O medalhão central é cercado por uma coroa de folhas de louro retorcidas. O decreto de 30 de junho de 1980 modificou a placa de Grande-Oficial., a qual, anteriormente, não trazia a legenda sobre um fundo de esmalte azul, mas tinha uma aparência inteiramente metálica.
A barreta tem 37mm de largura em moiré azul da França. Quando a Ordem foi criada, o Chefe de Estado, Charles de Gaulle, declarou: “De agora em diante teremos duas Ordens, uma vermelha (a Legião de Honra), a outra azul, nas cores da nossa bandeira". A barreta de oficial tem uma roseta azul de 30mm de diâmetro. O posto de Comendador tem a gravata de 40mm de largura, permitindo que seja usada como colar. A fita de 10 cm de largura permite seu uso como faixa, em honra da Grã-Cruz. As botoeiras também são diferentes de acordo com o grau. O Cavaleiro possui um fecho, que é diferente para homem e para mulher; enquanto os demais graus possuem botoeiras com rosetas conforme as cores da barreta.
| Barretas  | Barretas | Barretas   | Barretas       | Barretas |
| --------- | -------- | ---------- | -------------- | -------- |
| Cavaleiro | Oficial  | Comendador | Grande-Oficial | Grã-Cruz |

## Portugueses com Grã-Cruz
Em Portugal, desde 1976, receberam autorização para envergar as insígnias da Ordem Nacional do Mérito mais de 100 pessoas. Deste grupo, com o grau de Grã-Cruz, foram sinalizados os seguintes distinguidos:
- Francisco Manuel Lopes Vieira de Oliveira Dias, médico e Presidente da Assembleia da República (1982-12-20)
- Mário Alberto Nobre Lopes Soares, Presidente da República (1988-05-26)
- Maria de Jesus Barroso Soares, primeira-dama de Portugal (1986-1996) (1990-05-07)